# Табага (Мегино-Кангаласский улус)
Табага́ (якут. Табаҕа) — село в Мегино-Кангаласском улусе Республики Саха (Якутия) России. Административный центр и единственный населённый пункт Тарагайского наслега.

## География
Село находится в центральной части региона на Центрально-Якутской равнине, в зоне тайги, в подзоне среднетаёжных лесов, в аласе, на берегу одноимённого озера, на расстоянии 38 км к юго-востоку от посёлка городского типа Нижний Бестях, административного центра улуса.
Климат
В населённом пункте, как и во всем районе, климат резко континентальный, с продолжительным зимним и коротким летним периодами. Зимой погода ясная, с низкими температурами. Устойчивые холода зимой формируются под действием Сибирского антициклона. Средняя температура января -41...-42 °С, июля +17...+18 °С. Осадков выпадает 200-255 мм в год.

## История
Село основано в 1930 году.
Согласно Закону Республики Саха (Якутия) от 30 ноября 2004 года N 173-З N 353-III село возглавило образованное муниципальное образование Тарагайский наслег.

## Население
| 2002 | 2010 | 2012 | 2013 | 2014 | 2015 | 2016 | 2017 | 2018 | 2019 | 2020 |
| ---- | ---- | ---- | ---- | ---- | ---- | ---- | ---- | ---- | ---- | ---- |
| 1098 | ↘892 | ↘869 | ↘867 | ↘863 | ↘844 | ↘827 | ↘821 | ↘801 | ↘779 | ↘775 |
| 2021 |      |      |      |      |      |      |      |      |      |      |
| ↗784 |      |      |      |      |      |      |      |      |      |      |

Национальный состав
Согласно результатам переписи 2002 года, в национальной структуре населения якуты составляли 81 % из 1098 чел.

## Улицы
| - ул. Арангас, - ул. Байкалова, - ул. Берёзовая, - пер. В. Бурнашева, - ул. В. Бурнашева, | - ул. Дорожная, - ул. Зелёная, - ул. Ивана Арбиты, - ул. Лесная, - ул. Мира, | - ул. Молодёжная, - ул. Нагорная, - ул. Озёрная, - ул. Скрябина, - ул. Слепцова, | - ул. Совхозная, - ул. Тон Суорун, - пер. Школьный, - ул. Юбилейная, - ул. Южная. |

## Экономика
Развиты животноводство (мясо-молочное скотоводство), звероводство, зерновые культуры. В селе была центральная усадьба коллективного предприятия «Табага».

## Инфраструктура
В селе функционируют средняя общеобразовательная школа, дом культуры, учреждения здравоохранения и торговли.

## Известные уроженцы
- Бурнашов, Роберт Андреевич (1947—2003) — советский и российский политический деятель.

## Транспорт
Через село проходит автодорога республиканского значения 98К-016.